# Галісія
Галі́сія (гал. і ісп. Galicia, МФА: [ɡaˈliθja], Galiza МФА: [ɡaˈliθa]) — автономна спільнота Галісія (ісп. Comunidad Autónoma de Galicia, гал. Comunidade Autónoma de Galicia) Іспанії.
 Історико-культурний регіон в Європі, на північному заході Піренейського півострова. У середньовіччі існувало як Галісійське королівство, що з ХІІ століття стало частиною Іспанської монархії. Від 1981 року автономія у складі Іспанії. На півдні межує з Португалією, на сході — з іспанськими регіонами Астурія і Кастилія-і-Леон; на заході омивається Атлантичним океаном. Адміністративний центр — місто Сантьяго-де-Компостела, що з IX століття є одним із найбільших паломницьких центрів півострова та всієї Європи. Поділяється на 4 провінції: Ла-Корунья, Оренсе, Понтеведра, Луго. Площа — 29574 км ². Населення — близько 2,78 млн осіб (2008). Офіційні мови — іспанська та галісійська. Панівна релігія — католицизм.

## Географія
Територія 29 574 км² (7-е місце серед автономних співтовариств Іспанії). Область межує на сході з Астурією і Кастилією-Леоном, на півдні з Португалією, на заході омивається Атлантичним океаном, на півночі — водами Біскайської затоки; в південно-західному напрямку її перетинає річка Міньо.
Галісія складається з багатьох гірських ланцюгів у 975—1985 м заввишки, з численними розгалуженнями, що створюють лабіринт гір і горбів, долин і ярів. Береги, до яких знижується гірська тераса, мають дуже звивистий обрис. Вони усіяні безліччю виступаючих мисів, з яких найбільш крайні Фіністерра, Ортегаль і де ла Естака де Варес, і безліччю бухт і заток, у які впадають прибережні річки і які становлять собою безпечні гавані й рейди, зокрема затоки Корунья і Ферроль.
Завдяки впливу Атлантичного океану Галісія є частиною так званої Зеленої Іспанії — пам'яткою і гордістю королівства. Відрізняється високою екологією, здавна славиться своїми лікувальними термальними джерелами. Її клімат характеризується м'якою, але дощовою зимою і помірно теплим літом. Середня температура влітку 27 ° — 34 °C. Середня температура взимку 14 ° — 22 °C.

## Історія
У давнину територію сучасної Галісії називали «finis terrae» (край світу), на якому мешкали кельтські племена галлеків (лат. Gallaeci або Callaeci). Звідси і пішла назва Галісія. У 136 до н.е. територія сучасної Галісії була завойована римлянами, однак, завдяки тому, що в цій частині Іспанії вони мали найменший вплив, кельти не втратили своєї культури. За імператора Августа Галісія склала дієцезію Каллеція, потім, разом з Астурією — дієцезію Астурія і Галлеція; за Діоклетіана була утворена провінція Галлеція.
Після поділу Римської імперії, територія Галісії була в 410 році завойована свевами, ставши основним ядром їхньої держави. У 585 році Свевське королівство завоював король вестготів Леовігільд.
У 711 у Піренейський півострів захопили араби, однак Галісія практично не була зачеплена цим завоюванням. У горах Галісії сховалися численні біженці з півдня, і тут поступово сформувалися графства на чолі з місцевим дворянством. Після перемоги над арабами в 718 році королі Астурії підкорили Галісію.
У 1065—1072 роках Галісія була незалежним королівством, «столицею» якого було привілейоване місто Туй. У 1072 році її приєднали до Кастилії, але до кінця XV століття її залежність була майже номінальна: Галісія керувалася своїми сеньйорами, як самостійними державцями. XV століття відзначене посиленням втручання Кастилії в справи Галісії, де неодноразово спалахують народні повстання. Репресії короля проти галісійської знаті (1475—1480) і позбавлення її права посилати свого представника в кортеси втихомирили країну, і остаточно позбавили Галісію самостійності і перетворили її в одну з провінцій Іспанської монархії.
Протягом кількох століть на кордоні з Португалією існувала незалежна мікродержава Коуту-Мішту, яку 1864 року розділили між Іспанією та Португалією, згідно з Лісабонською угодою.
Після проголошення Іспанської республіки (1931) республіканці Галісії виробили проєкт галісійської автономії, який був схвалений проведеним у Галісії референдумом (28 червня 1936). Однак створенню автономії галісійського району завадила Громадянська війна в Іспанії, яка почалася 17-18 липня 1936 року.
28 квітня 1981 року Галісія отримала статус автономного співтовариства у складі Іспанії. З 1979 року в регіоні щороку 25 липня відзначають Національний день Галісії.

## Демографія
За даними останнього перепису населення (2008), Галісія нараховує 2 783 100 жителів. Також налічується близько трьох мільйонів галісійців, що переїхали здебільшого в інші автономні співтовариства Іспанії і до Аргентини.

### Розміщення населення
Галісія є п'ятим автономним співтовариством за кількістю жителів, а щільність населення в 93,6 жителів / км ² незначно перевищує середній показник по Іспанії. Населення Галісії розташовано в основному на узбережжі.
Найбільшим містом області є Віго.
Галісія налічує сім міст з населенням понад 20000 чоловік:
- Віго: 295703
- Ла-Корунья: 245164
- Оренсе: 107186
- Луго: 95416
- Сантьяго-де-Компостела: 93712
- Понтеведра: 80096
- Ферроль: 75181

## Адміністративний устрій
З XV-ого століття до 1833 року Галісія була розділена на сім адміністративних областей:
1. Корунья
2. Сантьяго
3. Бетанзос
4. Мондоньедо
5. Туй
6. Луго
7. Оренсе.

У 1833 році області були перетворені в чотири провінції:
1. Ла-Корунья
2. Луго
3. Оренсе
4. Понтеведра

## Економіка
З галузей промисловості в Галісії найрозвиненіші харчова промисловість (особливо рибоконсервна), суднобудування та хімічна промисловість(нафтопереробка). Головні промислові центри Галісії — Віго і Ла-Корунья.
В економіці Галісії провідне значення має аграрний сектор. У сільському господарстві і рибальстві зайнято понад 50 % населення району. основні галузі сільського господарства — м'ясо-молочна, тваринництво, виноробство, плантації з фруктами.

## Культура
21 листопада 1922 року в Ла-Корунья народилася французька, або, як вважають іспанці, «іспанська актриса у вигнанні» Марія Касарес.

## Кухня
Кухня Галісії видається своєю різноманітністю і якістю продуктів, з ретельним контролем їх місця вирощування. У Галісійській кухні часто використовується риба і молюски.
Галісійська емпанада є типовою стравою Галісії, з начинкою з м'яса або риби.
Галісійське кальдо — це суп-бульйон, основними інгредієнтами якого є картопля і ріпа.
Також використовується рапіні з шинкою, типова страва для карнавалу, яке складається з вареної свинячої шинки з рапіні, картоплі і чорісо (типова Галісійська пікантна ковбаса). Широко використовуються краби.
Інша популярна страва — галісійський восьминіг, варений в традиційному мідному казані, що подається на дерев'яній тарілці, дрібно нарізаним і змащеним оливковою олією, посипаним морською сіллю та паприкою.

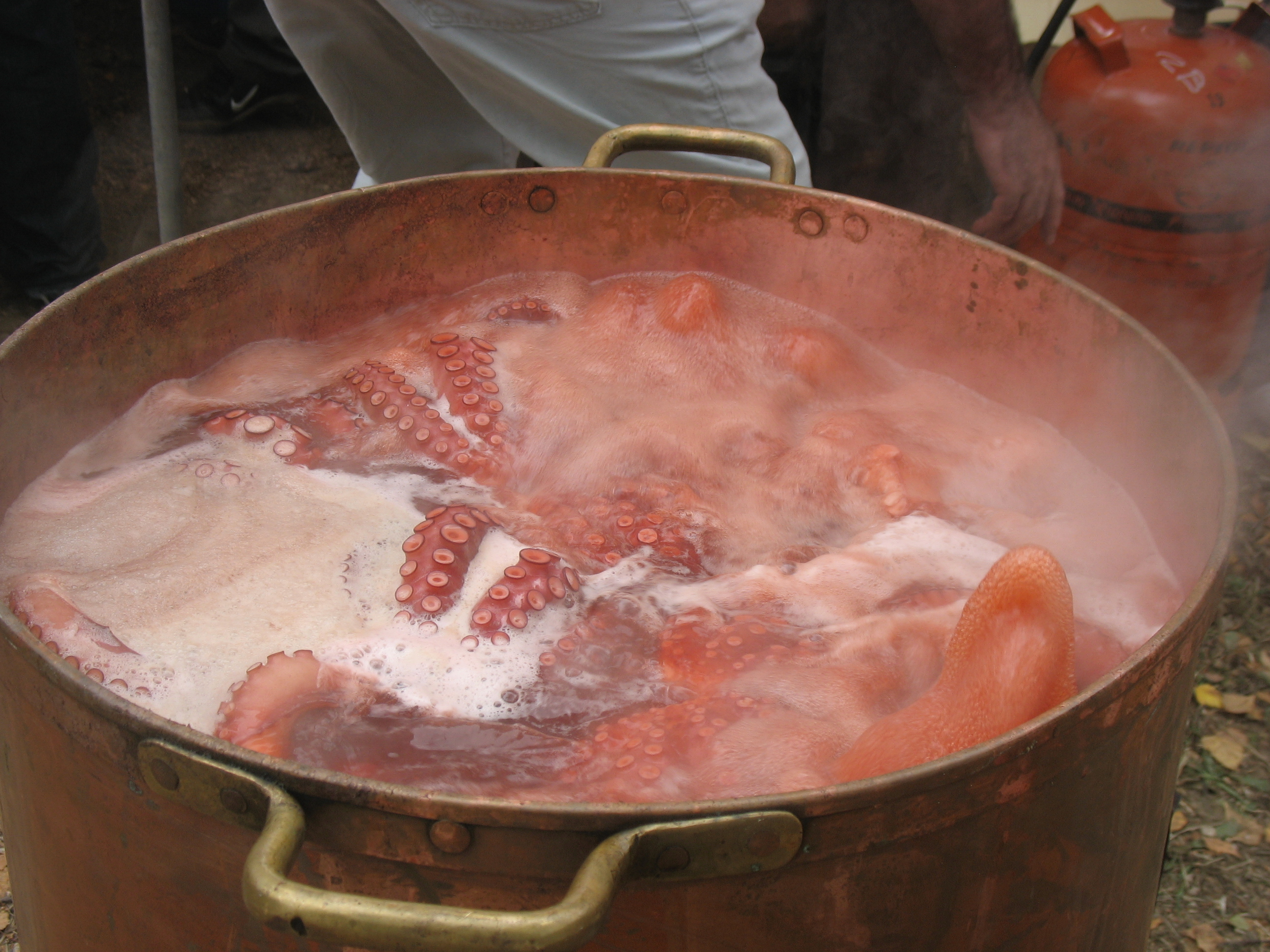
Ва́рення восьминогів
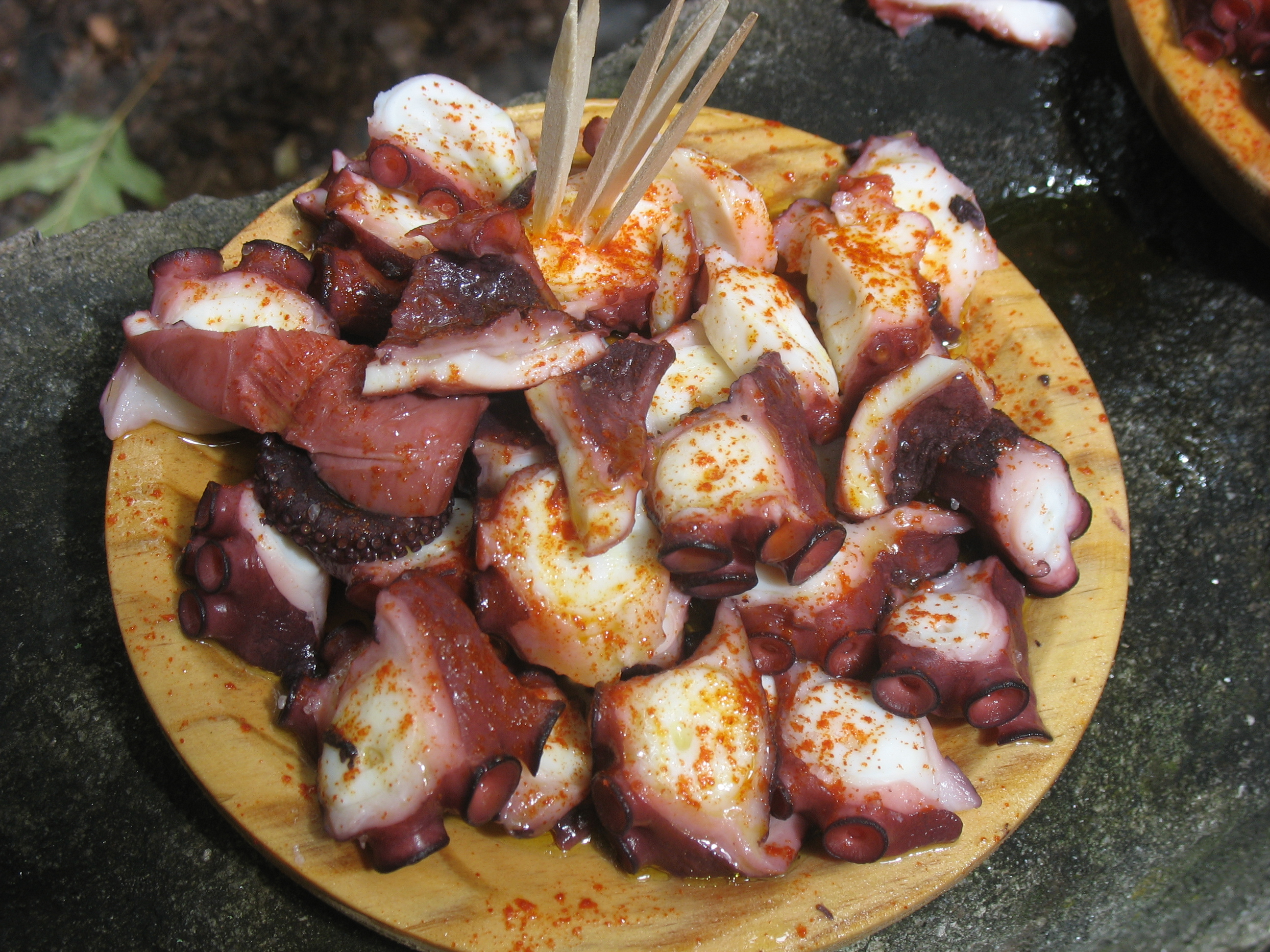
Подавання восьминогів

Є кілька регіональних сортів сиру. Найвідоміший сир називається сир Queso Tetilla (буквально — Грудинка), названий так на честь своєї форми, схожої на груди жінки. Інші широко відомі різновиди включають сир Сан Сімон Вільяльба і плавлені сири, вироблені на території Арсу-Кертіс. У цій зоні виробляється також яловичина високої якості.
Класичний десерт — млинці, приготовані на основі борошна, молока і яєць. Коли готують їжу в період забою свиней, також використовують кров тварин для виготовлення ковбаси — кров'янки. У Сантьяго-де-Компостелла виробляється знаменитий мигдалевий торт Сантьяго.
У Галісії виробляють ряд високоякісних вин, таких як Албаріньо (Albariño), Рібейро (Ribeiro), Рібейра Сакра (Ribeira Sacra) і Вальдеоррас (Valdeorras). Використовуються місцеві сорти винограду, і дуже рідко виноград не з Галісії чи північної Португалії.

## Цікаве

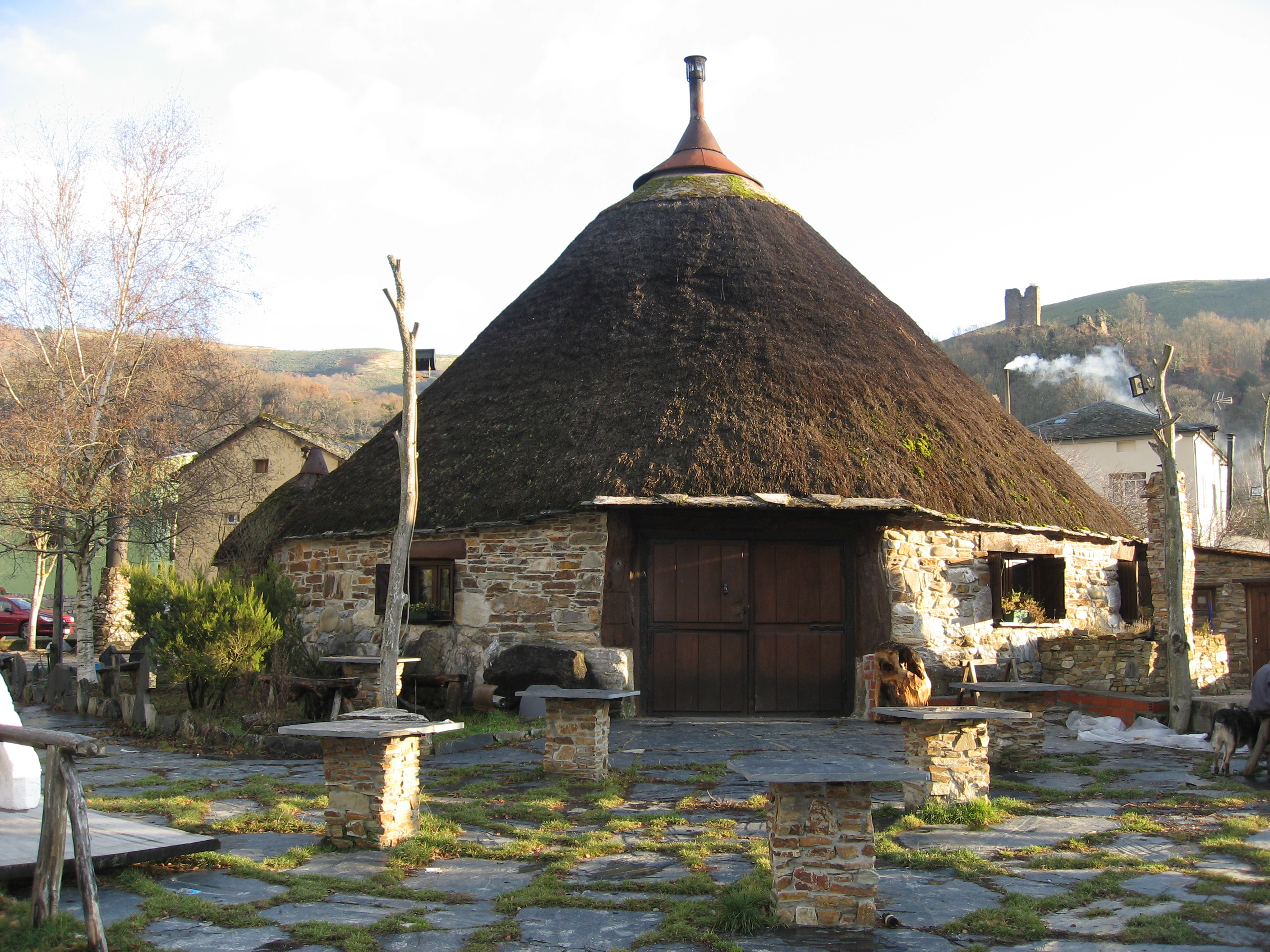
Муніципальна пальоса в Бальбоа (Ель-Бьерсо)

Традиційним житлом галісійців, особливо в окрузі Тьерра-де-лос-Анкарес, до 1970-х років була пальоса — особливий тип круглого будинку. Галісійське село Пьорнедо (Piornedo), відоме своїми пальосами є історико-етнографічним музейним комплексом.